# Molteno (Sudafrica)
Molteno è una località del Sudafrica nella Provincia del Capo Orientale. Conta circa 11 000 abitanti. Venne fondata nel 1874 in un'area in cui 22 anni prima un colono britannico, George Vice, aveva scoperto un giacimento di carbone; per questo motivo Vice viene ricordato come "il padre di Molteno". Il nome dell'insediamento venne scelto in onore di John Charles Molteno, all'epoca primo ministro della Colonia del Capo.
Nella zona di Molteno (e in particolare presso le attuali fattorie Vegkoppies e Stormberg) si tenne una celebre battaglia delle guerre boere, la Battaglia di Stormberg. Nei dintorni della cittadina si trovano anche siti con dipinti rupestri boscimani e tre vulcani estinti.